# 駒木根友房
駒木根 友房（こまぎね ともふさ）は、安土桃山時代から江戸時代前期にかけての武将。島津氏、小西氏の家臣。後に島原の乱一揆軍の評定衆。糸針の穴をも撃ちとおす鉄砲の名手で下針金作と呼ばれたという。

## 略歴
種子島の出身。最初は島津氏に仕えたが、故あって小西行長の家臣となった。慶長5年（1600年）関ヶ原の戦いにおいて小西氏が没落した後は、三会村金作と名乗り島原半島の三会村に潜伏した。
寛永14年（1637年）の島原の乱において、一揆軍に加わり評定衆を務めた。寛永15年（1638年）1月1日の幕府軍による原城再攻撃において討伐軍の大将・板倉重昌を討ち取る戦功を挙げたが、同年2月28日の原城落城の際に戦死した。